# Nicht ohne meinen Schwiegervater
Nicht ohne meinen Schwiegervater ist eine deutsche Filmkomödie aus dem Jahr 2005, die im Auftrag des ZDF produziert wurde und im westfälischen Münster spielt.

## Handlung
Psychotherapeut Ulf Weiß und seine Freundin Sarah Gievenbeck wollen heiraten. Sie fahren für ein Wochenende zu Sarahs Eltern.
Sarahs Vater, Heinrich Gievenbeck, ein Richter am Landgericht Münster, ist äußerst pedantisch und achtet mit Argusaugen auf das Wohl seiner Tochter. Deshalb will er an diesem Wochenende testen, ob Ulf auch wirklich der richtige für Sarah ist.
Zunächst müssen Ulf und Sarah in getrennten Zimmern schlafen, und am nächsten Morgen bittet Heinrich Ulf, in aller Herrgottsfrühe mit ihm auf die Jagd zu kommen. Ulf tut Heinrich den Gefallen. Doch er schießt versehentlich statt auf den Hirsch auf Heinrichs geliebten Hund. Der Hund überlebt zwar, aber für Heinrich ist allein das Beweis genug, dass Ulf
ein Tollpatsch ist und nichts für seine Tochter. Doch Sarahs Mutter Sybille und ihr Bruder Siegfried (Siggi) können ihn überzeugen, Ulf noch eine Chance zu geben. Während eines gemeinsamen Fahrradausflugs fordert Heinrich, der mit Sybille auf dem Tandem fährt, Ulf zu einem Wettrennen heraus, das für Heinrich und Sybille im Straßengraben endet. Natürlich gibt Heinrich Ulf auch daran die Schuld.
Während eines Gesprächs mit Siggi vermutet Ulf, dass dieser ein Geheimnis hat, und dem ist auch so: Siggi ist homosexuell, traut sich aber nicht, sich vor seinem Vater zu outen. Nach der Rückkehr vom Ausflug schickt Sybille Ulf und Heinrich in den Supermarkt, um eine Zutat für das Abendessen zu besorgen. Um noch vor Ladenschluss anzukommen, überschreitet Ulf auf Drängen von Heinrich die Geschwindigkeit, und sie werden von der Polizei angehalten. Natürlich verlangen die Polizisten, dass Ulf und Heinrich den Alkoholtest machen. Dummerweise haben beide vorher einen Cognac getrunken. Heinrich lässt absichtlich das Testgerät fallen, und so landen Ulf und Heinrich in einer Zelle im Polizeirevier, wo sie von Sarah herausgeboxt werden müssen.
Am nächsten Tag hören Siggi und Ulf mit an, wie sich die Nachbarin Emma Tollkötter heimlich mit Heinrich verabredet. Sie vermuten sofort, dass die beiden eine Affäre haben, und fahren ihnen  hinterher, um sie inflagranti zu erwischen. Doch gibt eine Kollision mit einem Polizeiwagen. Doch mit guten Folgen, zumindest für Siggi. Denn er verliebt sich auf der ersten Blick in den Polizisten Erich, der die beiden vernimmt.
Als Sarah und Sybille die beiden vom Revier abholen, erzählen sie unterwegs von ihrem Verdacht bezüglich Heinrich und Frau Tollkötter. Sybille stürmt wutentbrannt ins Hotel, in das Heinrich und Emma gegangen sind. Doch es stellt sich heraus, dass Emma Heinrich nur geholfen hat, die Überraschungsparty für Sybille zum dreißigsten Hochzeitstag zu organisieren.
Nach dieser Blamage glaubt Ulf selbst, nicht der richtige für Sarah zu sein, die beiden trennen sich und Ulf fährt traurig nach Hause. Es vergehen zwei Wochen, und schließlich lenkt Heinrich ein: Er sagt Sarah, dass er Ulf doch nicht so schlimm findet, und wenn sie ihn liebt, soll sie ihn zurückholen. Schließlich heiraten Sarah und Ulf, und auch Siggi hat sein Glück mit Erich gefunden.

## Trivia
- Der Film ist ein deutsches Remake von Meine Braut, ihr Vater und ich. Gedreht wurde in Münster und Umgebung.
- Am 18. Dezember 2006 strahlte das ZDF die Fortsetzung „Nicht ohne meine Schwiegereltern“ aus.